# Durham (Oregon)
Pour les articles homonymes, voir Durham.
Durham est une ville du comté de Washington, dans l'Oregon, aux États-Unis. Incorporée en 1966, la ville est adjacente de Tigard et Tualatin ainsi qu'au centre commercial de Bridgeport Village (Oregon) (en). Au recensement de 2010, sa population était de 1 351 habitants.

## Histoire
La cité a été nommée en l'honneur de Albert Alonzo Durham, le fondateur de la ville voisine de Lake Oswego. Celui-ci a géré des moulins sur Fanno Creek qui traverse la ville de 1866 jusqu'à sa mort en 1898. Le site, qui se trouvait au niveau du Bac à câble de Boones Ferry (en) vers Portland, était à l'origine appelé « Durhams Mills ». En 1908, l'Oregon Electric Railway installe un arrêt sur les lieux.
Les habitants ont voté son incorporation en 1966 pour protéger la zone résidentielle de l’industrialisation. Aujourd'hui encore, il s'agit d'une ville essentiellement résidentielle.

## Démographie
Au recensement de 2010, la population était de 1 351 habitants dont 545 ménages et 371 familles résidentes. La répartition ethnique était de 83,8 % d'Euro-Américains, 1,7 % d'afro-américains et 8,2 % d'autres races.
En 2000, le revenu moyen par habitant était de 29 099 dollars avec 10,8 % de la population vivant sous le seuil de pauvreté.

## Source
- (en) Cet article est partiellement ou en totalité issu de l’article de Wikipédia en anglais intitulé « Durham, Oregon » (voir la liste des auteurs).